# PSCA
PSCA (англ. Prostate stem cell antigen) – білок, який кодується однойменним геном, розташованим у людей на короткому плечі 8-ї хромосоми. Довжина поліпептидного ланцюга білка становить 123 амінокислот, а молекулярна маса — 12 912.
| 10         |  | 20         |  | 30         |  | 40         |  | 50         |
| ---------- |  | ---------- |  | ---------- |  | ---------- |  | ---------- |
| MKAVLLALLM |  | AGLALQPGTA |  | LLCYSCKAQV |  | SNEDCLQVEN |  | CTQLGEQCWT |
| ARIRAVGLLT |  | VISKGCSLNC |  | VDDSQDYYVG |  | KKNITCCDTD |  | LCNASGAHAL |
| QPAAAILALL |  | PALGLLLWGP |  | GQL        |  |            |  |            |

A: Аланін

C: Цистеїн

D: Аспарагінова кислота

E: Глутамінова кислота

G: Гліцин

H: Гістидин

I: Ізолейцин

K: Лізин

L: Лейцин

M: Метіонін

N: Аспарагін

P: Пролін

Q: Глутамін

R: Аргінін

S: Серин

T: Треонін

V: Валін

W: Триптофан

Локалізований у клітинній мембрані, мембрані.